# فیلیپ موریس
فیلیپ موریس اینترنشنال (به انگلیسی: Philip Morris International) شرکت دخانیات آمریکایی-سوئیسی است، که در بیش از ۲۰۰ کشور محصولات خود را ارائه می‌کند و ۱۵٪ از بازار بین‌المللی سیگار در خارج از ایالات متحده را در اختیار دارد. دفتر مرکزی فیلیپ موریس در نیویورک قرار دارد و دفتر عملیاتی آن در لوزان، سوئیس مستقر می‌باشد. در سال‌های اخیر در پی اعمال قوانین محدود کننده دولت فدرال آمریکا، بخش اعظم از کسب‌وکار این شرکت توسط شرکت آلتریا، اما با برند فیلیپ موریس و در کشور سوئیس مدیریت می‌شود. شرکت فیلیپ موریس مالک برند مارلبرو می‌باشد. بخشی از سهام این شرکت در بازارهای بورس نیویورک و سیکس سوئیس معامله می‌شود.
در مارس سال ۲۰۰۸ فیلیپ موریس از گروه آلتریا جدا شد.

## نگارخانه

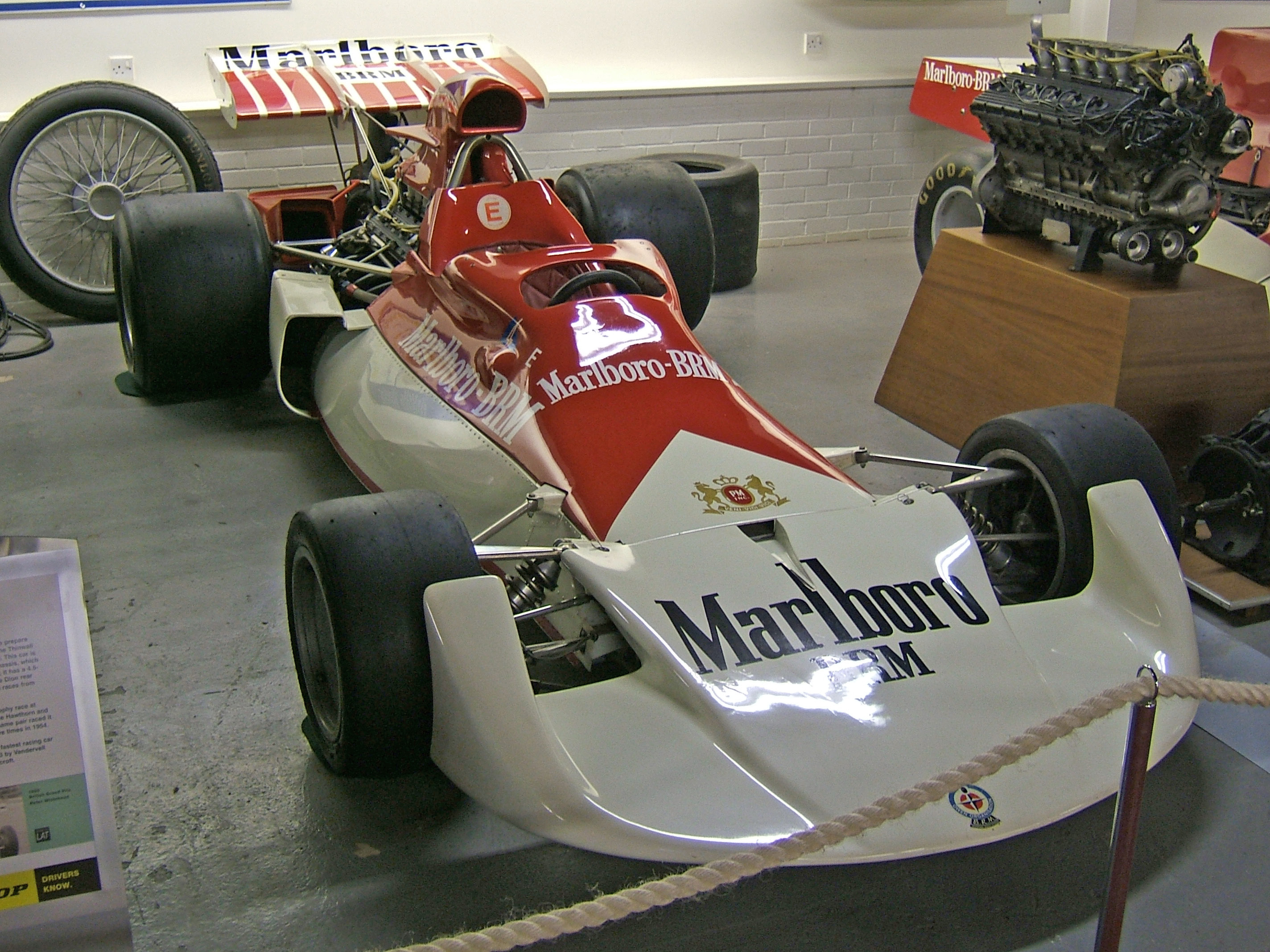
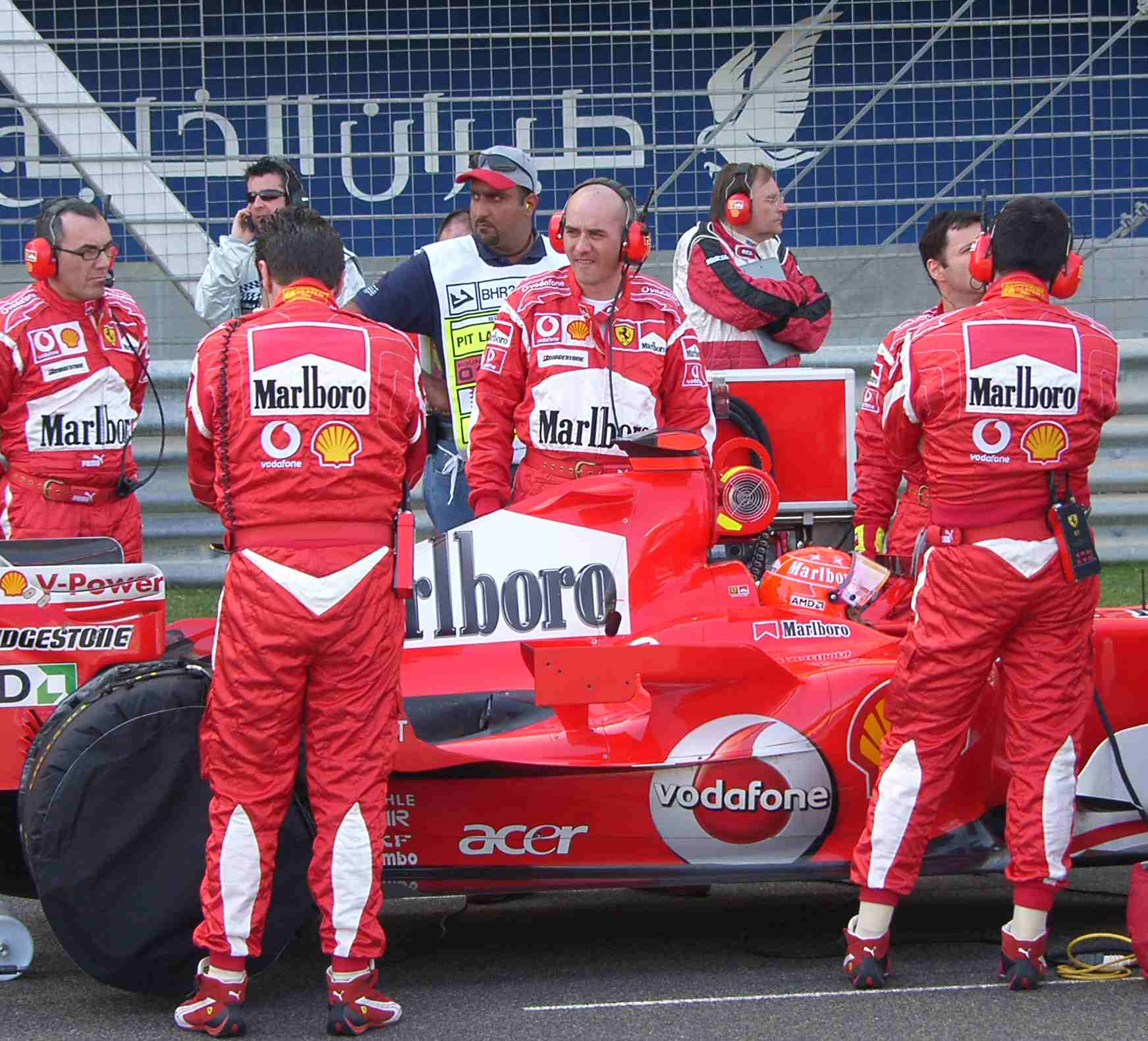
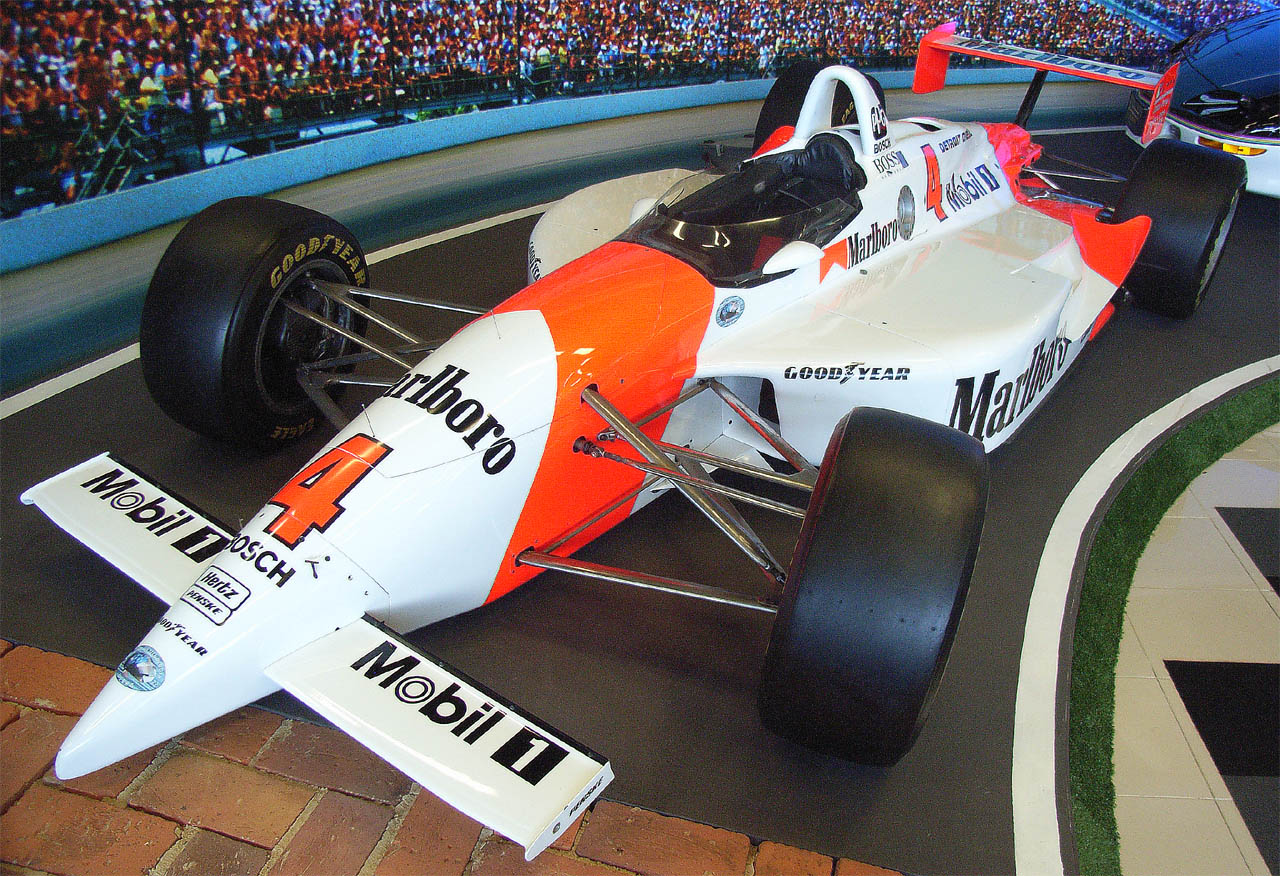
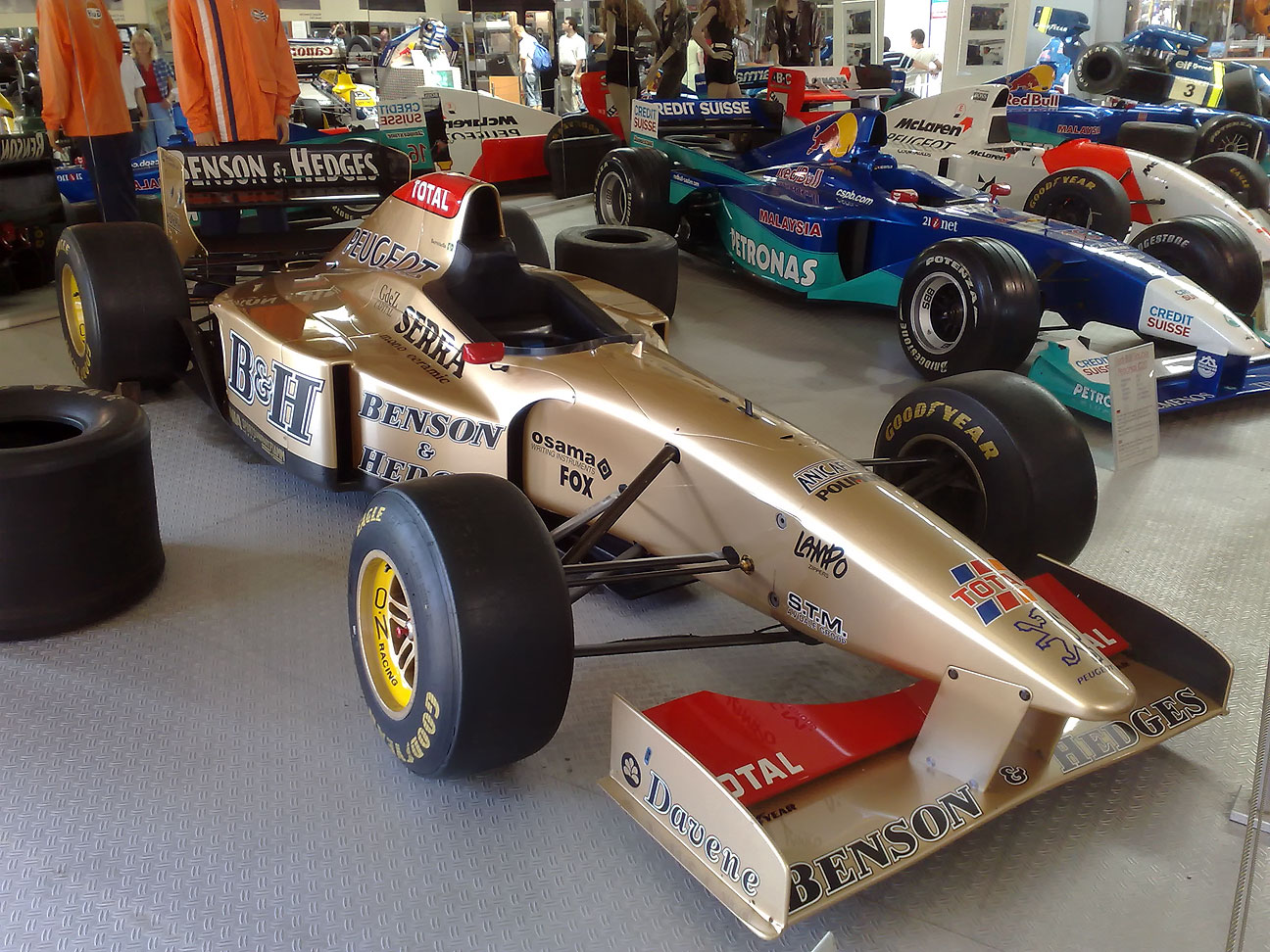
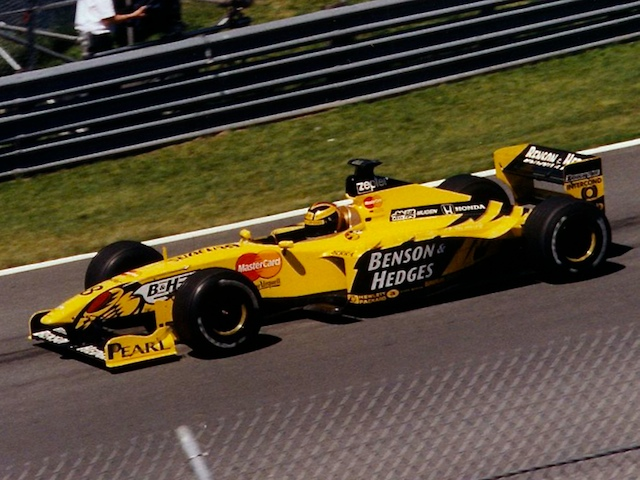